# 101レイキャヴィーク
『101レイキャヴィーク』（原題: 101 Reykjavík）は、2000年のアイスランドのロマンティック・コメディ映画。レイキャヴィークを舞台としている。 2006年に東京・神戸で開催されたアイスランド映画祭にて上映された。

## キャスト
- ローラ：ビクトリア・アブリル
- フリヌル：ヒルマー・スニア・ガドゥナソン（アイスランド語版）